# Fool's Fire
Fool's Fire est un téléfilm américain réalisé par Julie Taymor, sorti en 1992, produit dans le cadre de l'anthologie télévisuelle American Playhouse pour la chaine Public Broadcasting Service.
Adapté de la nouvelle Hop-Frog d'Edgar Allan Poe, ce téléfilm marque la première collaboration de Julie Taymor avec le compositeur Elliot Goldenthal, son compagnon depuis 1980.
Le personnage principal, Hop-Frog, est interprété par Michael J. Anderson, principalement connu pour son rôle dans la série Twin Peaks.

## Synopsis
un nain est obliger de devenir le bouffon du roi tyranique et a la suite il est en relation avec une naine et le roi cherche a se venger.

## Fiche technique
- Réalisation : Julie Taymor
- Scénario : d'après la nouvelle Hop-Frog d'Edgar Allan Poe
- Photographie : Bobby Bukowski
- Musique : Elliot Goldenthal
- Montage : Alan Miller
- Production : Julie Taymor et Kerry Orent
- Pays d'origine : États-Unis
- Format : 35 mm
- Durée : 60 min
- Date de diffusion : 25 mars 1992

## Distribution
- Michael J. Anderson : Hopfrog
- Mireille Mossé : Trippetta
- Tom Hewitt : Le roi
- Paul Kandel :  Ministre Torello
- Reg E. Cathey : Ministre Gunther
- Kelly Walters : Ministre Cicero
- Thomas Derrah : Ministre Horatio
- Patrick Breen : Ministre Vsquez
- Glenn Santiago : Ministre Francis
- Patrick O'Connell : Ministre Bacci
- Robert Dorfman : Le duc
- Joan MacIntosh : La duchesse
- Cynthia Darlow : Lady Celestina
- Pippa Pearthree : Lady Louisa
- Betsy Aidem : Lady Angela
- Harriet Sansom Harris : Lady Clarice
- Norma Pratt : la mère de Hopfrog
- Christopher Medina : le frère ainé de Hopfrog
- Daniel J. Fava : le frère cadet de Hopfrog
- Melinda Keel : la sœur de Hopfrog
- Patrick Fava : Hopfrog bébé